# Luperina pseudotestacea
Luperina pseudotestacea là một loài bướm đêm trong họ Noctuidae.